# مانیا آصلانیان
مانیا کنیازی آصلانیان (ارمنی: Մանյա Կնյազի Ասլանյան زاده ۱۴ مارس ۱۹۲۰ - درگذشته ۲۰۰۸) یک کارگردان اهل ارمنستان بود. وی از سال میلادی تاکنون مشغول فعالیت بوده است.

## زندگی‌نامه
وی در ۱۴ مارس ۱۹۲۰ در میکولاییف به دنیا آمد و از انستیتو دولتی هنرهای زیبای ایروان (۱۹۴۴) فارغ‌التحصیل شد. وی در ԵՊՀԹ (۱۹۵۴-۱۹۵۵)، تئاتر کمدی موزیکال پارونیان (۱۹۵۰-۱۹۵۱)، تئاتر عروسکی هوهانس تومانیان ایروان (۱۹۵۹-۱۹۷۸) فعالیت می‌کرد. وی همچنین برندهٔ جوایزی همچون هنرمند شایسته ارمنستان شوروی (۱۹۷۲) شده است. وی در ۲۰۰۸ در سن ۸۸ سالگی در لس آنجلس درگذشت.